# Signe Wollter
Anna Signe Elisabet Pfister, tidigare Wollter, född 4 april 1875 i Kristinehamns församling, Värmlands län, död 6 maj 1958 i Karlstads församling, Värmlands län, var en svensk rösträttsaktivist. Wollter var verksam i kampanjen för införandet av kvinnlig rösträtt i Sverige, och ordförande för Föreningen för kvinnans politiska rösträtt i Norrtälje 1905–1906. Hon är gravsatt på Ruds kyrkogård i Karlstad.